# Miroir (papillon)
Pour les articles homonymes, voir Miroir (homonymie).
Heteropterus morpheus
Genre
Espèce
Le Miroir (Heteropterus morpheus) est une espèce paléarctique de lépidoptères (papillons) de la famille des Hesperiidae et de la sous-famille des Heteropterinae. Elle est la seule représentante du genre monotypique Heteropterus.

## Noms vernaculaires
- En français : le Miroir[1], parfois l'Hespérie à miroirs[réf. souhaitée], et anciennement l'Hespérie Miroir ou le Stérope[2].
- En anglais : large checkered skipper[3].
- En allemand : Spiegelfleck-Dickkopffalter[4].

## Description
L'imago du Miroir est un papillon de taille moyenne, avec une envergure qui varie de 32 mm à 38 mm. Le dessus est marron assez foncé et c'est le revers qui est caractéristique avec des ailes antérieures marron dans la partie recouverte par l'aile postérieure et dans la partie visible la même ornementation qu'aux postérieures, sur un fond ocre trois lignes de taches ovales blanches cernées de noir et une bordure blanche coupée de noir,.

## Biologie

### Période de vol et hivernation
Le Miroir est univoltin, il vole en une seule génération en juin-juillet.

### Plantes hôtes
Les plantes hôtes de sa chenille sont des poacées (graminées) : Brachypodium dont Brachypodium sylvaticum, Calamagrostis dont Calamagrostis canescens, Eriophorum, Poa annua, Molinia dont Molinia caerulea, Phragmites australis,.

## Répartition
Le Miroir se rencontre dans le centre et le Sud de l'Europe, le centre de l'Asie et en Corée,.
En Europe, il forme plusieurs isolats, l'un constitué de la côte nord de l'Espagne et de tout l'Ouest de la France, un second, petit, entre l'Est de la Belgique, le Nord de la Hollande et l'Ouest de l'Allemagne, et un très grand troisième allant du Nord de l'Italie et de l'Autriche jusqu'au Danemark et au Sud-Est de l'Europe, toute l'Europe centrale et la Turquie.
En France, il est présent dans tout l'Ouest jusqu'à l'Île-de-France, la Nièvre, l'Allier, le Puy-de-Dôme, la Haute-Loire, le Cantal, l'Aude et la Haute-Garonne.

## Habitat
Le Miroir réside dans les prairies humides, les bois clairs proches de marécages.

## Systématique
L'espèce Heteropterus morpheus a été décrite par le zoologiste allemand Peter Simon Pallas en 1771, sous le nom initial de Papilio morpheus.
Elle est actuellement classée dans le genre Heteropterus, décrit en 1806 par le zoologiste français André Marie Constant Duméril, et dont elle est l'espèce type via son synonyme Papilio aracinthus Fabricius, 1777. Ce genre est actuellement monotypique, ce qui signifie qu'H. morpheus en est l'unique espèce. 

### Synonymes pour l'espèce
Selon Funet :
- Papilio morpheus Pallas, 1771 — Protonyme.
- Papilio steropes [Denis & Schiffermüller], 1775
- Papilio speculum Rottemburg, 1775
- Papilio aracinthus Fabricius, 1777

## Conservation
En France, l'espèce n'a pas de statut de protection particulier à l'échelle nationale, mais est menacée dans certaines régions.